# Vitztum
Vitztum, auch Viztum, Vitzthum(-amt) oder Vizedom (alle Varianten teilweise auch mit c geschrieben; von lateinisch Vicedominus), war die Amtsbezeichnung eines Stellvertreters oder Statthalters des Souveräns (Landesherrn), ursprünglich in geistlichen, später auch in weltlichen Fürstentümern. Das Amt entwickelte sich im Lauf der Zeit zu dem eines landesfürstlichen Beamten mit den Hauptaufgaben der Leitung des Finanzwesens und der Ausübung richterlicher Funktionen. In den süd- und mitteldeutschen Gebieten erhielt der Vitztum später meistens die Bezeichnung Oberamtmann. In Frankreich entwickelte sich der Vidame.
Aus dem Begriff Vitztum entstand auch der Name des thüringisch-sächsischen Adelsgeschlechts derer von Vitzthum sowie der Name Fitzthum.

## Allgemeines
Ab dem 9. Jahrhundert tritt er unter anderem in Italien und der spanischen Mark auf.
Im 11. Jahrhundert kennt man ihn auch in südlichen und westlichen deutschen Gauen.
Besondere Verbreitung fanden die Vicedomini an den Bischofskirchen.
Er galt nach dem Herzog als einer der ersten Männer im Land und war den vier wichtigsten Hofämtern übergeordnet:
- Kämmerer (camerarius)
- Marschall (marschalcus)
- Truchsess (dapifer)
- Mundschenk (pincerna)

## Vitztume in einzelnen Territorien

### Hochstift Bamberg
Die Besitzungen in Kärnten des Hochstifts Bamberg wurden im Vizedomamt Wolfsberg verwaltet. 

### Bayern
In der bayerischen Rechtsgeschichte war der Vitztum im Mittelalter Richter in Vertretung des Landesherrn. In der mittelalterlichen Geschichte setzten die bayerischen Herzöge Schreiber bzw. Vögte mit Gerichtskompetenz ein. Da der lokale Adel nur die niedere Gerichtsbarkeit ausübte, die Generalgerichtsbarkeit aber beim Landesherrn lag, vertraten die Richter den Landesherren bei Kapitalverbrechen wie z. B. Mord, Unzucht usw. Je nach Landesherren behielt sich dieser auch für bestimmte Vergehen die Bestrafung vor. Dies bezeichnet man als Viztumshändel.
Aus heutiger Sicht entsprach ein Viztumamt, bezogen auf die Verwaltungsebene, einem Regierungsbezirk und der Vicedom einem Regierungspräsidenten (der zum Teil auch als militärische Befehlshaber fungierte).

### Hochstift Fulda
Im Hochstift Fulda war der Vizedom der verantwortliche Beamte für das Vizedomamt Fulda.

### Krain
Im Herzogtum Krain war das Vicedomamt in Laibach angesiedelt. Sitz war das Vitztumshaus (slowenisch: Vicedomova hiša).

### Kurmainz
In Kurmainz war der Vizedom ursprünglich ein Hofamt. Erzbischof Adalbert I. von Saarbrücken (1112–1137) setzte ab 1120 für die Zentren Mainz-Rheingau, Aschaffenburg, Eichsfeld-Hessen und Erfurt je einen Vizedom ein. Sie bildeten die Mittelinstanz zwischen Zentralgewalt und Amtleuten. Das Vizedomamt Mainz-Rheingau teilte sich später in das Vizedomamt in der Stadt Mainz und das Vizedomamt Rheingau. Später kam das Vizedomamt außer der Stadt Mainz hinzu.

### Salzburg
Im Erzstift Salzburg war der Vizedom von Salzburg für die Gebiete nördlich der Tauern (cis Turonem) zuständig. Für die Gebiete südlich des Tauernkamms (trans Turonem) war der Vizedom in Friesach verantwortlich. Bis 1595 bestand auch noch das Vizedomamt Leibnitz, das in diesem Jahr verkauft wurde.

### Hochstift Würzburg
Der Vizedom war der Vertreter des Bischofs als Landesherr in der Hauptstadt Würzburg.